# Lista gmin w stanie Colima

Lokalizacja stanu Colima na mapie Meksyku

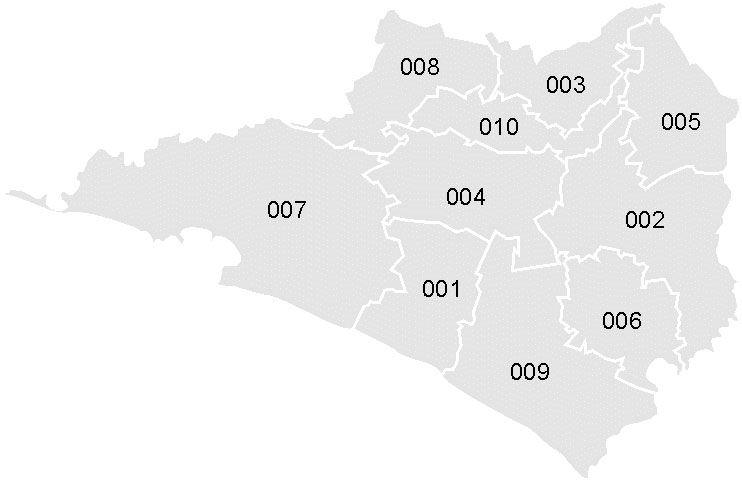
Gminy stanu Colima oznaczone kodami Meksykańskiego Instytutu Statystycznego

Meksykański stan Colima składa się z 10 gmin (hiszp. municipios).
| INEGI (kod statystyczny) | Nazwa gminy      | Siedziba władz    | Liczba ludności |
| ------------------------ | ---------------- | ----------------- | --------------- |
| 001                      | Armería          | Ciudad de Armería | 24 939          |
| 002                      | Colima           | Colima            | 132 273         |
| 003                      | Comala           | Comala            | 19 495          |
| 004                      | Coquimatlán      | Coquimatlán       | 17 363          |
| 005                      | Cuauhtémoc       | Cuauhtémoc        | 25 576          |
| 006                      | Ixtlahuacán      | Ixtlahuacán       | 4759            |
| 007                      | Manzanillo       | Manzanillo        | 137 842         |
| 008                      | Minatitlán       | Minatitlán        | 7478            |
| 009                      | Tecomán          | Tecomán           | 98 150          |
| 010                      | Villa de Álvarez | Villa de Álvarez  | 100 121         |